# Ringo Meerveld
Ringo Meerveld ('s-Hertogenbosch, 21 dicembre 2002) è un calciatore olandese, centrocampista dell'Heerenveen.

## Carriera
Cresciuto nel settore giovanile del Den Bosch, debutta in prima squadra il 12 agosto 2019 in occasione dell'incontro di Eerste Divisie pareggiato 2-2 contro il Jong PSV.
Il 31 agosto 2021 viene acquistato dal Willem II, firmando un contratto valido fino al 2025.
Il 18 agosto 2025 viene acquistato dall'Heerenveen, firmando un contratto valido fino al 2029.

## Statistiche
Statistiche aggiornate al 22 ottobre 2021.

### Presenze e reti nei club
| Stagione        | Squadra         | Campionato      | Campionato | Campionato | Coppe nazionali | Coppe nazionali | Coppe nazionali | Coppe continentali | Coppe continentali | Coppe continentali | Altre coppe | Altre coppe | Altre coppe | Totale | Totale | Totale |
| Stagione        | Squadra         | Comp            | Pres       | Reti       | Comp            | Pres            | Reti            | Comp               | Pres               | Reti               | Comp        | Pres        | Reti        | Pres   | Reti   |        |
| --------------- | --------------- | --------------- | ---------- | ---------- | --------------- | --------------- | --------------- | ------------------ | ------------------ | ------------------ | ----------- | ----------- | ----------- | ------ | ------ | ------ |
| 2019-2020       | Den Bosch       | 1D              | 10         | 0          | CO              | 1               | 0               |                    | -                  | -                  |             | -           | -           | 11     | 0      |        |
| 2020-2021       | Den Bosch       | 1D              | 34         | 5          | CO              | 1               | 0               |                    | -                  | -                  |             | -           | -           | 35     | 5      |        |
| ago. 2021       | Den Bosch       | 1D              | 2          | 0          | CO              | 0               | 0               |                    | -                  | -                  |             | -           | -           | 2      | 0      |        |
| 2021-2022       | Willem II       | ED              | 4          | 0          | CO              | 0               | 0               |                    | -                  | -                  |             | -           | -           | 4      | 0      |        |
| Totale carriera | Totale carriera | Totale carriera | 50         | 5          |                 | 2               | 0               |                    | -                  | -                  |             | -           | -           | 52     | 5      |        |

## Palmarès

### Club

#### Competizioni nazionali
- Eerste Divisie: 1

Willem II: 2023-2024